# Jan Klapáč
Jan Klapáč, češki hokejist, * 27. februar 1941, Praga, Češka.
Klapáč je za češkoslovaško reprezentanco nastopil na dveh olimpijskih igrah, kjer je bil dobitnik po ene srebrne in bronaste medalje, ter več svetovnih prvenstvih, kjer je bil dobitnik ene zlate ter po dveh srebrnih in bronastih medalj.
Leta 2010 je bil sprejet v Češki hokejski hram slavnih.